# 박광덕
박광덕(朴光德, 1972년 1월 1일 ~ )은 충청남도 예산군 출신의 대한민국 씨름 선수, 정치인, 개그맨으로 활동한 기업가 겸 방송인이다. 호(號)는 산초(山草)이다.
그는 삽교초등학교, 덕산중학교, 운호고등학교를 나왔다. 1990년 LG 투자 증권 씨름단 소속으로 프로 씨름에 입문했으며, 백두장사를 세 번, 천하장사 준우승에 다섯 번 올랐다. 1995년 연예계에 잠시 뛰어들기도 했으나 실패하고, 다시 씨름판으로 돌아와, 2000년 은퇴했다. 1998년 혼인을 했으나, 후에 이혼하였다.
2005년 영화 《종려나무 숲》에서 갑판장 역할을 맡기도 했으며, 2010년 인천에 족발집을 차렸다.